# أونترشتامهايم
أونترشتامهايم (بالألمانية: Unterstammheim) هي إحدى بلديات مقاطعة أندلفينغن في كانتون زيورخ في سويسرا. تبلغ مساحتها 7.32 كيلومتر مربع، ويقدر عدد سكانها بـ 891 نسمة (حسب تعداد ديسمبر 2017).